# Canthigaster investigatoris
Canthigaster investigatoris is een straalvinnige vissensoort uit de familie van kogelvissen (Tetraodontidae). De wetenschappelijke naam van de soort is voor het eerst geldig gepubliceerd in 1910 door Annandale & Jenkins.